# Mauro Codussi

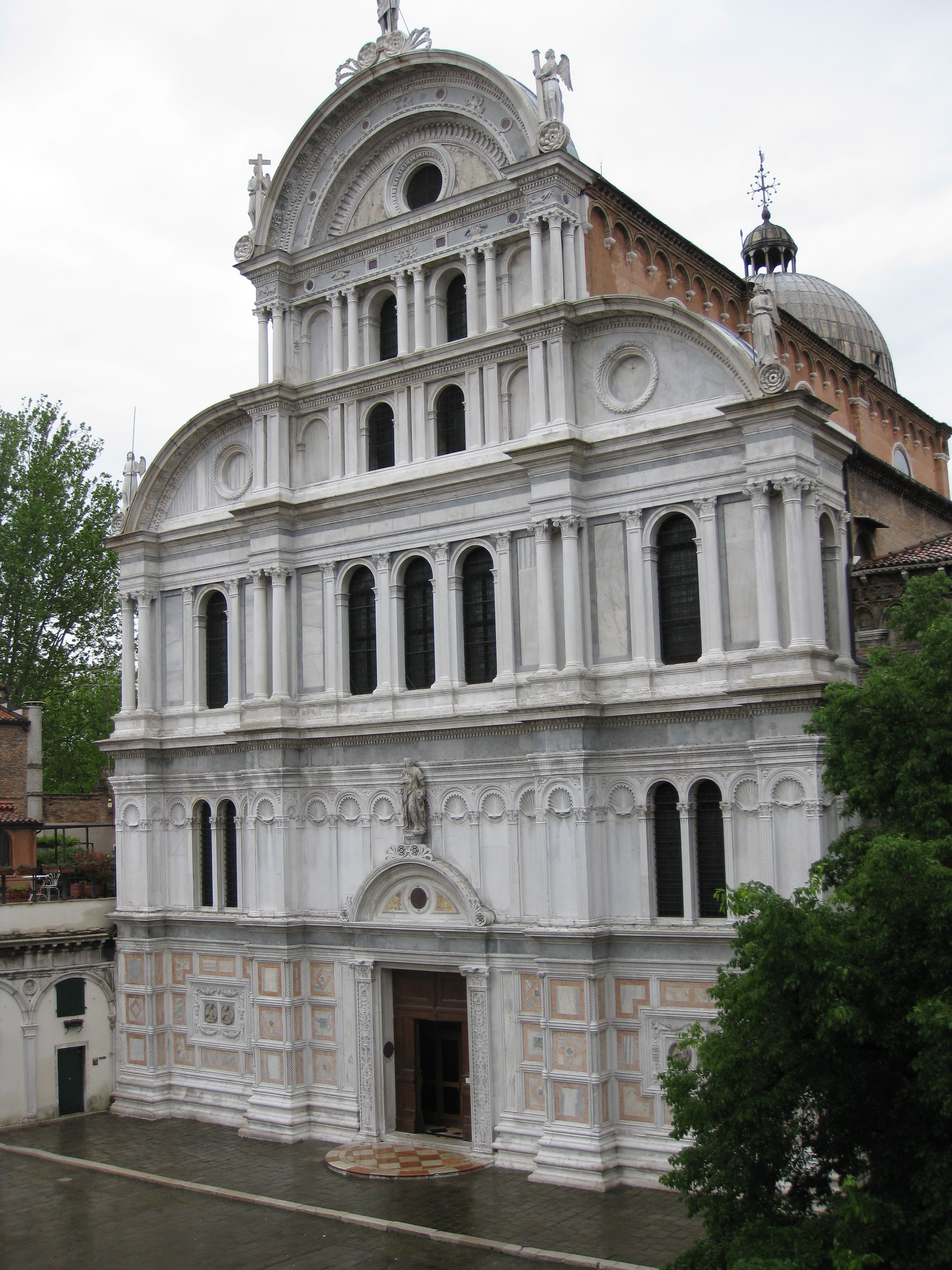
Fachada de la iglesia de san Zaccaria, Venecia. Ejemplo perfecto de los ritmos curvos y sobriedad característicos del autor.

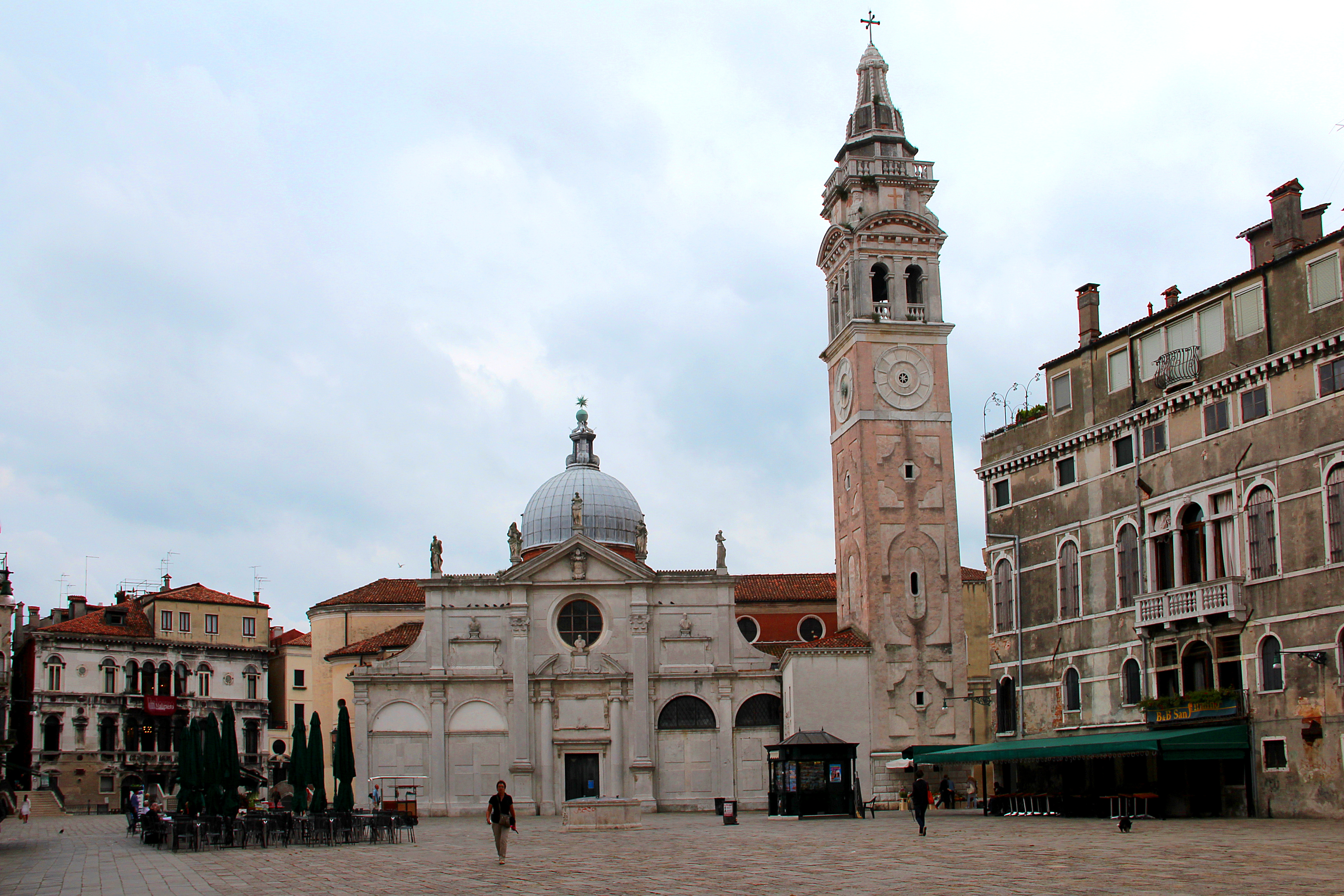
Fachada de la iglesia de Santa Maria Formosa, Venecia.

Mauro Codussi (Lenna, Lombardía, c.1440–Venecia, 1504)  fue un arquitecto italiano del Renacimiento. 
Su actividad se desarrolló fundamentalmente en Venecia, donde renovó el lenguaje arquitectónico, apartándolo de las formas góticas e imponiendo un estilo mesurado y sobrio en sus construcciones.

## Actividad artística
Se desconoce prácticamente todo del período de aprendizaje de este artista. Se sabe que en el año 1468 se encontraba en Venecia, donde permaneció hasta su muerte. Su carrera en la Ciudad de los canales está marcada por la progresiva importancia de los proyectos arquitectónicos que se le encargan, lo que demuestra que su trabajo tuvo éxito y reconocimiento. Algunas de sus creaciones son hoy iconos insustituibles en el paisaje veneciano.
La Venecia de finales del siglo XV era una gran potencia en el campo de la economía, la milicia y también en las artes. Sin embargo, en lo referido a la arquitectura, se mantenía como un centro secundario, toda vez que el Gótico, estilo muy identificado con su imagen urbana (Palacio de los Dux, Ca' d'Oro) aún no había dejado paso a las novedades renacentistas que ya se habían impuesto en lugares como Florencia. Fue precisamente Codussi, junto a los hermanos Pietro y Tullio Lombardo, que trabajaban en Venecia en la misma época, los responsables de situar a la ciudad como un centro arquitectónico creativo en la Italia del Renacimiento.
Se ha señalado que el estilo de Codussi sigue de cerca la línea marcada por Leon Battista Alberti, artista conocido y estudiado en toda Europa ya que sus tratados teóricos (entre ellos, uno dedicado a la arquitectura, De re aedificatoria) alcanzaron gran difusión. Lo cierto es que a este influjo, indudable en ciertos aspectos (gusto por las fachadas planas, órdenes clásicos, sencillez y claridad esctructural) une Codussi ciertos elementos tomados bien de la tradición local, bien de su propia inventiva, que caracterizan y definen sus creaciones y singularizan la arquitectura renacentista veneciana. Quizá el más reconocible de estos elementos es el uso de remates semicirculares, casi siempre acompañados de aletones de perfil igualmente circular, en las fachadas de muchos de sus edificios.

### Obras

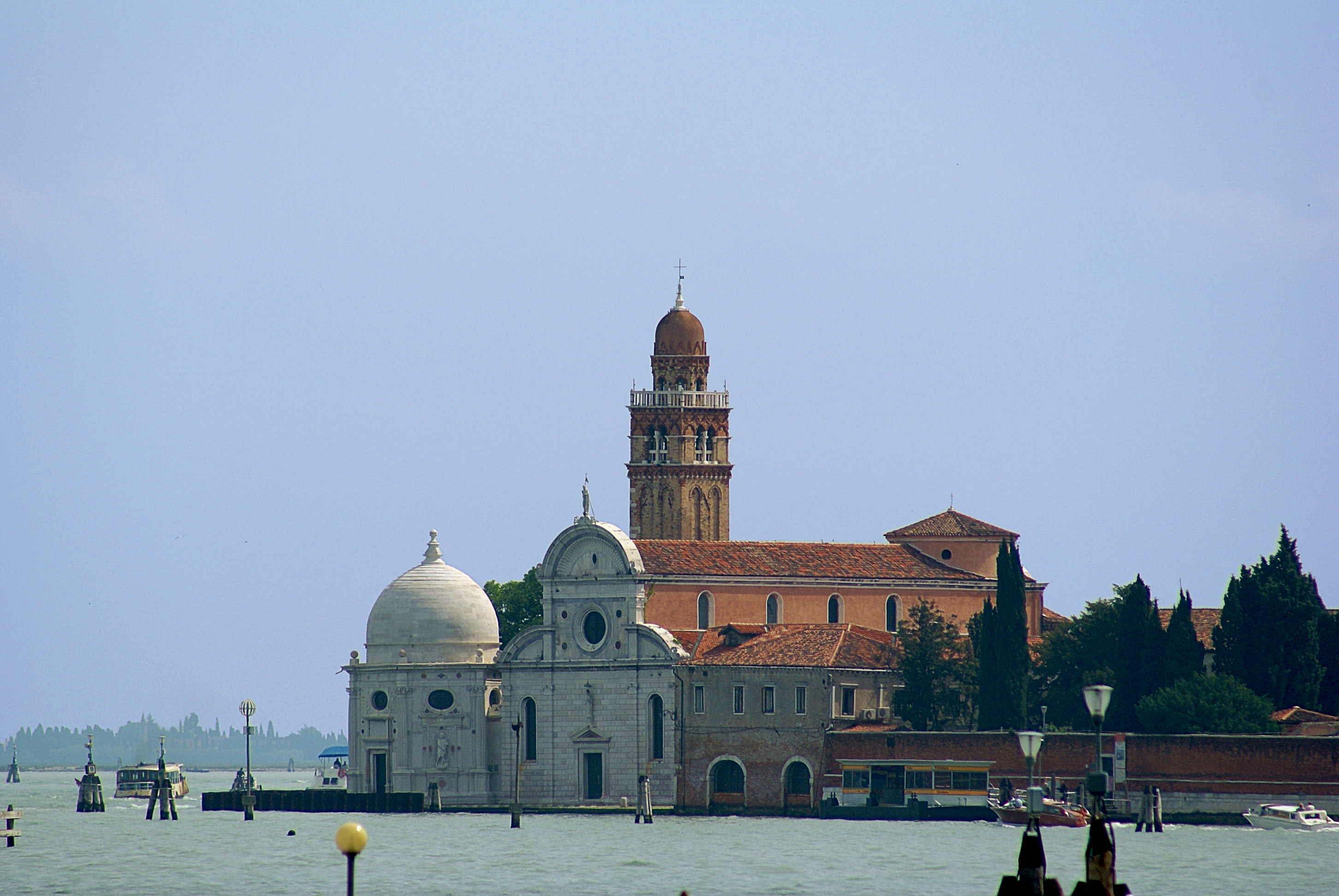
Iglesia de san Michele in isola. La lisa y austera fachada de Codussi contrasta con la capilla Emiliana, añadida posteriormente.

La práctica totalidad de las obras de Mauro Codussi se sitúan en la ciudad de Venecia o en islas adyacentes. Las fechas que se citan para los edificios corresponden, salvo indicación contraria, al año de inicio de las obras.
- Iglesia de san Michele in Isola (1469). Se trata de la primera gran obra encargada al artista en Venecia, y uno de los primeros edificios plenamente renacentistas de la ciudad. Formaba parte de un monasterio de monjes camaldulenses situado en una isla en medio de la laguna. Codussi emplea en este edificio soluciones de gran sencillez y belleza. El interior se estructura en tres naves separadas por arcos de medio punto sostenidos por elegantes columnas. La fachada es muy novedosa, e inaugura una tipología llamada a tener mucho éxito; la simetría preside la composición, caracterizada por el almohadillado irregular del primer cuerpo, dividido en tres calles separadas por pilastras. Dos ventanas de medio punto rasgan el muro. El acceso se realiza por una portada muy clasicista, rematada por frontón triangular. El segundo cuerpo de la fachada es liso, y presenta un grácil ritmo curvilíneo por la yuxtaposición de formas derivadas del círculo (rosetón, frontón, aletones laterales) así como una rica molduración, con frisos compuestos por dobles hileras de gotas con remate liso. La arquitectura de esta fachada es tan simple y armónica que casa perfectamente con elementos tan dispares como la capella Emiliana, adosada a ella en época posterior, y la portada goticista que se abre en un lateral.

- Fachada de la iglesia de san Zacarías (san Zaccaria). Se trata de un gran edificio gótico situado en el centro de la ciudad. El arquitecto Antonio Gambello inició en 1458 la imponente fachada, que fue realizada no obstante en su mayor parte por Mauro Codussi. Repite aquí el arquitecto el módulo empleado en la iglesia de san Michele, dotándolo de mayor monumentalidad (presenta 4 cuerpos) y desnudez. La decoración es austera, pero el juego de volúmenes y la disposición de los vanos, así como la presencia de semicolumnas casi exentas, ofrecen un efecto de claroscuro y movimiento muy audaces.

- Campanile de san Pietro di Castello. El edificio fue la antigua catedral de Venecia. El campanario se sitúa exento respecto al templo como es usual en Italia; su diseño presenta rasgos que recuerdan el  estilo románico, revisado desde la óptica renacentista, en una auténtica lección de integración con el edificio preexistente (modificado de todos modos en fechas posteriores).

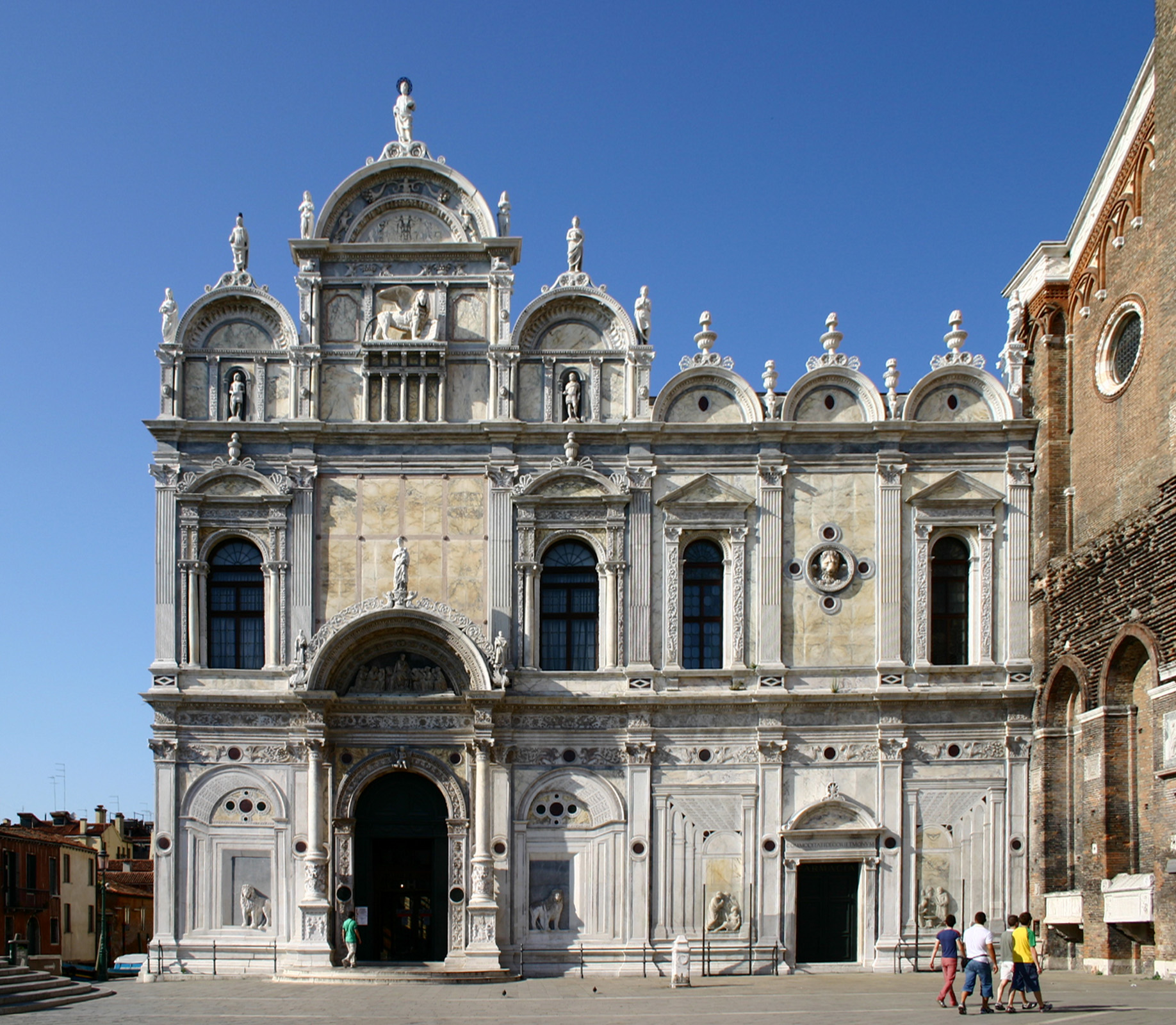
Fachada de la Scuola Grande di San Marco, en Venecia, una de las obras más destacadas de Mauro Codussi.

- Palacio Vendramin-Calergi (1481). La contribución de Mauro Codussi al avance de la arquitectura civil fue muy notable. En esta mansión nobiliaria, una de las más lujosas de Venecia, el arquitecto se muestra cercano a los presupuestos del Cinquecento, que serían desarrollados después por autores como Jacopo Sansovino en edificios similares. Destaca en la fachada la superposición de órdenes y la reiteración del módulo compuesto por una ventana bífora con óculo en el remate. En este palacio murió el músico Richard Wagner en 1883.

- Scuola Grande di San Marco. Inmediato a la Basílica de los santos Juan y Pablo (san Zanipolo en dialecto veneciano), una de las más grandes y suntuosas y primera de la Orden de los Dominicos en Venecia, se levantó el edificio de esta scuola (especie de fraternidad o cofradía dedicada a obras de caridad, entre otros menesteres). El diseño de la nueva fachada había pasado por manos de diversos arquitectos, Pietro Lombardo entre ellos, pero finalmente se hará cargo de su finalización Mauro Codussi, que inició los trabajos en 1490. El edificio era un encargo de la máxima importancia por la relevancia social de la institución que daba cabida y la excelente ubicación del edificio, junto a una de las iglesias más concurridas de la ciudad. Codussi respondió a las expectativas creando una de sus obras maestras. Resalta en la fachada el efecto general de suntuosidad, logrado por la combinación de relieves en stiacciato simulando perspectivas, placados de mármol y estatuas. Quizá la parte más llamativa es el remate, donde el artista toma el motivo del frontón semicircular, repetido rítmicamente.

- Iglesia de santa María Formosa. En el año 1492 le fue encomendada la reedificación de esta iglesia, una de las más tradicionales de la ciudad. Codussi respetó la estructura básica del edificio medieval y dio al interior un aire sobrio y austero, resolviendo la separación entre naves mediante pilares prismáticos. La depuración formal y el contraste entre la piedra y las superficies enlucidas remiten claramente a ciertos diseños de Brunelleschi. Las dos fachadas del templo fueron terminadas después de la muerte del arquitecto.

- Torre dell'orologio en la Plaza de San Marcos. Prueba del prestigio ganado por el arquitecto es el encargo en 1496 de uno de los edificios de la plaza principal de Venecia. El edificio repite la disposición rítmica de las formas curvas en el paño donde se encuentra la esfera del reloj y el gran arco que se sitúa debajo. El resto de la fachada se resuelve mediante la alternancia de vanos cuadrados y otros rematados con arcos de medio punto.

- Iglesia de san Juan Crisóstomo (san Giovanni Crisostomo) (1497). Situada en el barrio (sestiere) de Cannaregio, fue una de las creaciones postreras del arquitecto. En la fachada retoma la composición de la iglesia de san Michele, despojándola de cualquier concesión decorativa. A la impresión de severidad y sencillez contribuye también el liso enfoscado que sustituye a la piedra de Istria que el arquitecto utilizó en casi todas sus obras.

- Iglesia de Sant Iago en Sedrina, Lombardía.